# 真毛黄耆
真毛黄耆（学名：Astragalus complanatus var. eutrichus）为豆科黄耆属下的一个变种。

## 扩展阅读
- 維基物種上的相關：真毛黄耆